# Super pecky
Super pecky (v anglickém originále Supa Strikas) je malajsijsko-jihoafrický animovaný televizní seriál, natočený na motivy stejojmenného komiksu a vysílaný od roku 2010. Seriál vypráví o fotbalistech panafrického týmu Supa Strikas, nejlepšího klubu světa, kteří se soustřeďují na trénink před každým zápasem se svými soupeři. Vždy je přechytračí novými triky a pak je porazí a vyhrají. Musí také čelit různým nebezpečím.

## Řady
| Řada | Díly | Premiéra      | Premiéra      | Premiéra v ČR   | Premiéra v ČR  |
| Řada | Díly | První díl     | Poslední díl  | První díl       | Poslední díl   |
| ---- | ---- | ------------- | ------------- | --------------- | -------------- |
| 1    | 13   | 2010          | 2010          | 23. května 2016 | 8. června 2016 |
| 2    | 13   | 2011          | 2011          | 9. června 2016  | 27. srpna 2021 |
| 3    | 13   | 2012          | 2012          | bude oznámeno   | bude oznámeno  |
| 4    | 13   | 2015          | 2015          | bude oznámeno   | bude oznámeno  |
| 5    | 13   | 4. února 2017 | 2017          | bude oznámeno   | bude oznámeno  |
| 6    | 13   | 2018          | 2019          | bude oznámeno   | bude oznámeno  |
| 7    | 13   | bude oznámeno | bude oznámeno | bude oznámeno   | bude oznámeno  |